# Funaria diversinervis
Funaria diversinervis là một loài Rêu trong họ Funariaceae. Loài này được (Müll. Hal.) Broth. mô tả khoa học đầu tiên năm 1903.